# Dziura w Miedzianym Kosturze I
Dziura w Miedzianym Kosturze I – jaskinia, a właściwie schronisko, w Dolinie Pięciu Stawów Polskich w Tatrach Wysokich. Wejście do niej znajduje się w ścianie Miedzianego Kostura, nad Hrubym Piargiem, poniżej Dziury w Miedzianym Kosturze II, na wysokości 1970 metrów n.p.m. Długość jaskini wynosi 4,5 metrów, a jej deniwelacja 2,5 metrów.

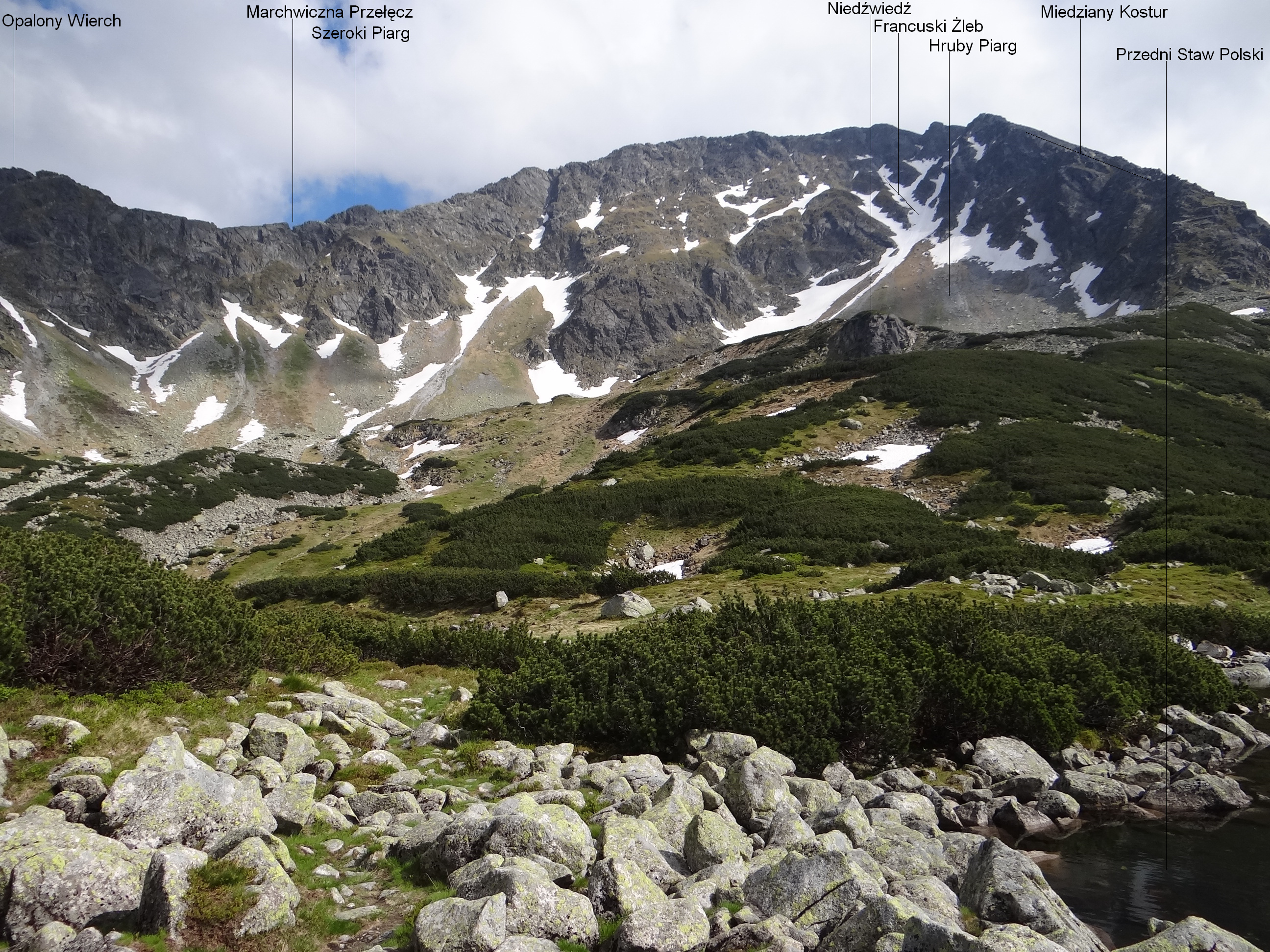
Po prawej Miedziany Kostur i Hruby Piarg

## Opis jaskini
Jaskinię stanowi obszerna sala o wznoszącym się dnie znajdująca się zaraz za dużym otworem wejściowym.

## Przyroda
W jaskini nie ma nacieków. Na ścianach rosną glony, porosty i mchy.

## Historia odkryć
Jaskinia była prawdopodobnie znana od dawna, gdyż jej otwór widać ze schroniska w Dolinie Pięciu Stawów Polskich. Pierwszy plan i opis jaskini sporządzili A.Gajewska, J. Panek i K. Recielski w 2000 roku.